# Pseudogeniates cordobaensis
Pseudogeniates cordobaensis är en skalbaggsart som beskrevs av Soula 2009. Pseudogeniates cordobaensis ingår i släktet Pseudogeniates och familjen Rutelidae. Inga underarter finns listade i Catalogue of Life.